# Diepold (Ortenburg)
Diepold († August 1285) der vierte und jüngste Sohn des Reichsgrafen Heinrich I. von Ortenburg und Richgard von Hohenburg. Diepold stammte aus dem Hause der Ortenburger, einem niederbayerischen Dynastengeschlecht.

## Leben und Wirken
Schon in jungen Jahren hatte Diepold seinen Stiefbruder Heinrich II. zu fürchten. Dieser versuchte zeitlebens seine Stiefbrüder Diepold, Gebhard und Rapoto IV. in seine Gewalt zu bringen und zu beseitigen. Auslöser dieser Situation war die Heirat seines Vaters mit Diepolds Mutter, die dazu führte, dass dieser sich mit seinem ersten Sohn zerstritt.
Im Jahre 1238 schenkte Heinrich I. seinen drei Söhnen aus zweiter Ehe die Burg Murach samt Gütern zur Verwaltung. Fortan nannten sie sich Grafen von Ortenburg und Grafen von Murach.
Nach dem Ableben seines Stiefbruders im Jahre 1257 fiel der Rest der noch vorhandenen Grafschaft an seinen älteren Bruder Gebhard. Im Laufe der Zeit veräußerten die Brüder gemeinsam ihre Besitzungen in der heutigen Oberpfalz. Grund dürften die großen finanziellen Schwierigkeiten gewesen sein, welche die jahrelange Flucht mit sich brachte, sowie die großzügigen Schenkungen seines verstorbenen Stiefbruders an die Kirche, wodurch dieser verhindern wollte, dass seine Brüder an die Besitzungen kamen. 1272 veräußerten Diepold, Gebhard und Rapoto IV. gemeinsam die Grafschaft Murach an den bayerischen Herzog Ludwig II. Somit schrumpfte die Ortenburger Grafschaft auf etwa die Größe des Marktes Ortenburg vor der Gemeindegebietsreform von 1972.
Über Diepolds restlichen Lebensweg ist nur sehr wenig bekannt. Er tritt nur noch als Zeuge seiner Brüder in Urkunden auf. Da er nach dem Jahre 1285 nicht mehr urkundlich nachweisbar ist, geht man davon aus, dass er um diese Zeit gestorben ist. Seine Besitztümer fielen an seinen Bruder Rapoto IV.
In Oberviechtach ist heute die Diepoldstraße nach ihm benannt.

## Nachkommen
Diepold war nicht verheiratet und verstarb kinderlos.